# Jerry Trimble
Jerry Foster Trimble Jr. (* 12. Mai 1961 in Newport, Kentucky) ist ein amerikanisch-kanadischer Kickboxer, Schauspieler und Stuntman.

## Leben
Nachdem Trimble im Alter von 14 Jahren Bruce Lee in Bruce Lee – Todesgrüße aus Shanghai gesehen hatte, begann er Kampfsport zu trainieren. In seiner Heimatstadt trainierte er Taekwon-Do bei Richard Hamilton und erreichte in 18 Monaten den 1. Dan. Später widmete er sich ganz dem Kickboxen, gab seinen Job in einem Kroger-Supermarkt auf und zog nach Atlanta, Georgia. Am 6. Juni 1980 besiegte er in seinem ersten Wettkampf den AAU-Champion Tommy Marshall in der vierten Runde durch technisches KO, wodurch er sich den Kentucky State Kickboxing Championship Titel sicherte. Unter dem Ringnamen Golden Boy gewann er mehrere Titel. Trimble erhielt eine eigene Kolumne im Special-Interest-Magazin Karate Illustrated und eröffnete in Marietta seinen eigenen Trimble’s Martial Arts and Fitness Dojo. 1986 wurde er PKA and PKC World Kickboxing Champion. Im November 1989 kämpfte er seinen letzten Kampf.
Im Jahr 1990 zog er sich vom aktiven Kampfsport zurück und zog nach Los Angeles um. Zunächst gab Trimble Karate-Unterricht in einem Chuck-Norris-Studio, wo er bald auf einen Talentmanager traf, der ihn unter Vertrag nahm und zu ersten Castings schickte. Seither arbeitet Trimble vorwiegend als Schauspieler und Stuntman. Er trat unter anderem in den Filmen Karate Tiger 5 – König der Kickboxer, Heat, 3 Engel für Charlie und The Green Hornet auf.
Seit dem Jahr 2002 ist er mit der Schauspielerin Ami Dolenz verheiratet.

## Filmografie (Auswahl)
Schauspieler
- 1990: Karate Tiger 5 – König der Kickboxer (The King of the Kickboxers)
- 1991: Bloodbrother - The Fighter, the Winner (Breathing Fire)
- 1992: The Master – Einer muss der Beste sein (Long xing tian xia)
- 1993: Full Contact
- 1994: American Samurai 2 (Live by the Fist)
- 1994: One Man Army
- 1994: Stranglehold
- 1995: Heat
- 1997: Tod im Weißen Haus (Executive Power)
- 1998: Alexandre Dumas – Der Mann mit der eisernen Maske (The Man in the Iron Mask)
- 1999: Shogun Cop
- 2000: 3 Engel für Charlie (Charlie’s Angels)
- 2001: All You Need
- 2007: The Last Sentinel
- 2009: Charlie Valentine – Gangster, Gunfighter, Gentleman (Charlie Valentine)
- 2009: Hooligans 2 (Green Street 2: Stand Your Ground)
- 2009: The Butcher – The New Scarface (The Butcher)
- 2011: The Green Hornet
- 2011: Hunt for the I-5 Killer (Fernsehfilm)
- 2012: Ein Hund namens Duke (Duke, Fernsehfilm)
- 2013: The Package
- 2013: She Made Them Do It (Fernsehfilm)
- 2013: Assault on Wall Street
- 2014: When Sparks Fly (Fernsehfilm)
- 2015: The Flash (Fernsehserie, 1 Episode)
- 2015: Mother of All Lies (Fernsehfilm)
- 2015: iZombie (Fernsehserie, 2 Episoden)
- 2016: Pretty Little Addict (Fernsehfilm)
- 2017: Supernatural (Fernsehserie, 1 Episode)

Stunts
- 2005: Krieg der Welten (War of the Worlds)
- 2006: Mission: Impossible III
- 2008: Operation Walküre – Das Stauffenberg-Attentat (Valkyrie)
- 2011: Der letzte Tempelritter (Season of the Witch)
- 2011: The Green Hornet
- 2014: The Amazing Spider-Man 2: Rise of Electro (The Amazing Spider-Man 2)